# 1967年モナコグランプリ
座標: 北緯43度44分4.74秒 東経7度25分16.8秒 / 北緯43.7346500度 東経7.421333度
1967年モナコグランプリ (1967 Monaco Grand Prix) は、1967年のF1世界選手権第2戦として、1967年5月7日にモンテカルロ市街地コースで開催された。
ペドロ・ロドリゲスがキャラミで予期せぬ勝利を挙げてから4ヶ月後、100周で行われた本レースはブラバムのデニス・ハルムが4番手から優勝した。ロータスのグラハム・ヒルが2位、フェラーリのクリス・エイモンが3位となった。
フェラーリのロレンツォ・バンディーニが海岸沿いのシケインでクラッシュしてマシンが炎上、3日後に死亡する悲惨な事故が発生した。

## レース概要

### レース前
前戦南アフリカGPから4ヶ月のインターバル期間に非選手権レースが行われ、レース・オブ・チャンピオンズ（ブランズ・ハッチ）はダン・ガーニーが自身のイーグル-ウェスレイクで、BRDCインターナショナル・トロフィー（シルバーストン）はフェラーリのマイク・パークスが勝利を挙げた。

### エントリー
本レースには17台のF1マシンがエントリーされ、台数不足を補う目的でF2のマトラの参加が許可された。タイトなレイアウトのモナコでは、3リッター車の利点はなく、多くのトップチームが2-2.8リッター車でエントリーした。F2のマトラは1.6リッターのフォード・コスワース・FVAエンジンを搭載した。ホンダはインターバル期間に重量過多だったRA273を40kg軽量化させ、ジョン・サーティースを擁して2年ぶりにモナコGPに参加した。イーグルはウェスレイクV12エンジンを初めてモナコに持ち込み、オーナー兼ドライバーのガーニーに加え、ホンダからリッチー・ギンサーが移籍した。フェラーリは前年版の312/66を改良して新設計された312/67に、V字型の中央に配置した排気管が絡み合ったスパゲッティを連想させる3バルブのV12エンジンが搭載された。ドライバーはエースのロレンツォ・バンディーニ、前年にスポット参戦したルドヴィコ・スカルフィオッティとパークスに加え、若手クリス・エイモンが抜擢され、ラインナップを充実させた。マクラーレンは前年のフォード及びセレニッシマに代わり、BRMの古い2.1リッターV8エンジンをF2用のM4AをベースとしたM4Bに搭載した。エントリーの詳細については、後述の#エントリーリストも参照されたい。

### 予選
ジャック・ブラバムがブラバム・BT19-レプコでポールポジションを獲得した。平均時速は80.779 mph (130.001 km/h)であった。ブラバムに続いたのはフェラーリのバンディーニで、ブラバムとフロントローを占めた。2列目はホンダのサーティースとブラバムのデニス・ハルム、3列目はロータスのジム・クラーク（2リッターのクライマックスV8エンジンを使用）とBRMのジャッキー・スチュワートが占めた。当時のモナコGPは決勝への出走台数が16に制限されていて、少なくとも3年間F1マシンを製造していたメーカーには自動的に決勝への出走権利が与えられ、残りのドライバーとグリッド順位は予選の結果によって決定された。ペドロ・ロドリゲスは予選最下位に終わったが、所属するクーパーが決勝への出走権利が与えられていたため、最後尾グリッドで決勝へ進出した。イーグル移籍初戦のギンサーは予選落ちを喫し、本レースを最後にF1から引退した。

### 決勝
スタート直後の数周は波乱含みの展開だった。バンディーニがリードした後、ブラバムのレプコエンジンがブローした。ブラバムは回避行動を取って接触したブルース・マクラーレンとジョー・シフェールの前でスピンした。シフェールはマシンにダメージを負い、修理のためにピットインしなければならなかった。ブラバムはレースを続行するが、ミラボーから港までに大量のオイルを撒き散らしてリタイアした。クラークはそのオイルでスピンし、エスケープロードへ逃れた。
2周目にクラークが後方へ沈む一方、ハルムとスチュワートはブラバムが撒き散らしたオイルでスピンした首位のバンディーニを抜いていった。ハルムは6周目までリードするが、7周目にスチュワートがハルムを抜いて首位に立つ。しかし、14周目にスチュワートのクラウンホイールアンドピニオンが折れてリタイアし、ハルムが再びリードを奪った。2位のサーティースは28周目に首位ハルムを追い詰めた頃からエンジン音が乱れ始め、33周目に冷却水のラバーホースが破裂し、冷却水を全て失ってリタイアした。これでバンディーニが2位、マクラーレンは3位に浮上してレースは落ち着いていく。クラークは14位から4位まで順位を戻したが、ショックアブソーバーの破損でリタイアし、エイモンが4位に浮上した。
レース後半にバンディーニはハルムに接近し始めた。マクラーレンはエイモンを抑え続けたがバッテリーの交換でピットインしたため、エイモンとグラハム・ヒルに抜かれて5位に後退した。レグ・パーネル・レーシングからBRMを駆るピアス・カレッジは、65周目にサン・デボーテを出てすぐの丘でスピンアウトし、コースを離れてリタイアした。
82周目に惨事は起きた。ハルムを追うバンディーニは、トンネルを抜けて港が見えるシケインに差しかかったところで右側のホイールが塀にかすってしまい、そのはずみでマシンは大きく左へカーブしてわら俵に乗り上げ、タイヤが外れたマシンは裏返しとなり、たちまち大きな火柱が立ち上った。バンディーニは逆さまになったマシンの下に閉じ込められた。救助活動は絶望的に不十分で、消火活動は遅れ火災が鎮火するまで貴重な数分を要し、バンディーニはようやく救助され病院へ搬送された。救助の様子を撮影していたテレビカメラのクルーを乗せたヘリコプターが低い位置で飛行していたため、ローター・ブレードからの下降気流が残っていた炎をあおり、再び猛烈に燃え上がった。
その間、ハルムは誰にも迫られることなく最後までレースをリードし続けた。エイモンは残り僅か8周でタイヤがパンクして3位に落ち、ヒルが2位の座を得た。

### レース後の影響
バンディーニは大火傷を負い、3日後に死亡した。この悲劇は、世界で最も困難なサーキットの1つでハルムの記念すべきF1初勝利を覆い隠した。このニュースが伝えられた時、多くのスタードライバーはインディ500の予選に参加するため、アメリカへ旅立っていた。そして、これが100周を走る最後のモナコGPとなった。
本レースの惨事の後、グランプリサーキットでわら俵の使用は禁止された。耐燃性燃料システムや、ドライバー及びマーシャル用のポリアミドを使用した耐火性レーシングスーツの開発が加速され、テレビカメラのクルーが燃えているマシンの上をヘリコプターで低く飛ぶことは二度と許されなくなった。
バンディーニの死により、グランプリの歴史に連綿と紡がれていたイタリア人スタードライバーの火は消え、この事故をヒステリックに伝えるイタリアのマスコミの報道ぶりにうんざりしたエンツォ・フェラーリは、以後イタリア人ドライバーの起用に消極的な姿勢を取るようになった。

## エントリーリスト
| チーム                                                      | No. | ドライバー                       | コンストラクター | シャシー | エンジン                         | タイヤ |
| ----------------------------------------------------------- | --- | -------------------------------- | ---------------- | -------- | -------------------------------- | ------ |
| マトラ・スポール                                            | 1   | ジャン＝ピエール・ベルトワーズ   | マトラ           | MS5      | フォード・コスワース FVA 1.6L L4 | D      |
| マトラ・スポール                                            | 2   | ジョニー・セルボ＝ギャバン       | マトラ           | MS5      | フォード・コスワース FVA 1.6L L4 | D      |
| ギ・リジェ                                                  | 3   | ギ・リジェ 1                     | クーパー         | T81      | マセラティ 9/F1 3.0L V12         | D      |
| オーウェン・レーシング・オーガニゼーション                  | 4   | ジャッキー・スチュワート         | BRM              | P261     | BRM P60 2.1L V8                  | G      |
| オーウェン・レーシング・オーガニゼーション                  | 5   | マイク・スペンス                 | BRM              | P83      | BRM P75 3.0L H16                 | G      |
| レグ・パーネル・レーシング                                  | 6   | ピアス・カレッジ                 | ロータス         | 25       | BRM P56 2.0L V8                  | F      |
| ホンダ・レーシング                                          | 7   | ジョン・サーティース             | ホンダ           | RA273    | ホンダ RA273E 3.0L V12           | F      |
| ブラバム・レーシング・オーガニゼーション                    | 8   | ジャック・ブラバム               | ブラバム         | BT19     | レプコ 740 3.0L V8               | G      |
| ブラバム・レーシング・オーガニゼーション                    | 9   | デニス・ハルム                   | ブラバム         | BT20     | レプコ 620 3.0L V8               | G      |
| クーパー・カー・カンパニー                                  | 10  | ヨッヘン・リント                 | クーパー         | T81      | マセラティ 9/F1 3.0L V12         | F      |
| クーパー・カー・カンパニー                                  | 11  | ペドロ・ロドリゲス               | クーパー         | T81      | マセラティ 9/F1 3.0L V12         | F      |
| チーム・ロータス                                            | 12  | ジム・クラーク                   | ロータス         | 33       | クライマックス FWMV 2.0L V8      | F      |
| チーム・ロータス                                            | 14  | グラハム・ヒル                   | ロータス         | 33       | BRM P60 2.1L V8                  | F      |
| DWレーシング・エンタープライゼス                            | 15  | ボブ・アンダーソン               | ブラバム         | BT11     | クライマックス FPF 2.8L L4       | F      |
| ブルース・マクラーレン・モーターレーシング                  | 16  | ブルース・マクラーレン           | マクラーレン     | M4B      | BRM P56 2.0L V8                  | G      |
| ロブ・ウォーカー/ジャック・ダーラッシャー・レーシングチーム | 17  | ジョー・シフェール               | クーパー         | T81      | マセラティ 9/F1 3.0L V12         | F      |
| スクーデリア・フェラーリ SpA SEFAC                          | 18  | ロレンツォ・バンディーニ         | フェラーリ       | 312/67   | フェラーリ 242 3.0L V12          | F      |
| スクーデリア・フェラーリ SpA SEFAC                          | 19  | ルドヴィコ・スカルフィオッティ 2 | フェラーリ       | 312/67   | フェラーリ 242 3.0L V12          | F      |
| スクーデリア・フェラーリ SpA SEFAC                          | 20  | クリス・エイモン                 | フェラーリ       | 312/67   | フェラーリ 242 3.0L V12          | F      |
| ヨアキム・ボニエ・レーシングチーム                          | 21  | ヨアキム・ボニエ 1               | クーパー         | T81      | マセラティ 9/F1 3.0L V12         | F      |
| アングロ・アメリカン・レーサーズ                            | 22  | ダン・ガーニー                   | イーグル         | T1G      | ウェスレイク 58 3.0L V12         | G      |
| アングロ・アメリカン・レーサーズ                            | 23  | リッチー・ギンサー               | イーグル         | T1G      | ウェスレイク 58 3.0L V12         | G      |
| ソース:                                                     |     |                                  |                  |          |                                  |        |

追記
- ピンク地はF2マシンで参加
- ^1 - マシンが準備できず[18]
- ^2 - 他のレースに出場したため欠場[19]

## 結果

### 予選
| 順位    | No. | ドライバー                     | コンストラクター        | タイム | 差   | グリッド |
| ------- | --- | ------------------------------ | ----------------------- | ------ | ---- | -------- |
| 1       | 8   | ジャック・ブラバム             | ブラバム-レプコ         | 1:27.6 | -    | 1        |
| 2       | 18  | ロレンツォ・バンディーニ       | フェラーリ              | 1:28.3 | +0.7 | 2        |
| 3       | 7   | ジョン・サーティース           | ホンダ                  | 1:28.4 | +0.8 | 3        |
| 4       | 9   | デニス・ハルム                 | ブラバム-レプコ         | 1:28.8 | +1.2 | 4        |
| 5       | 12  | ジム・クラーク                 | ロータス-クライマックス | 1:28.8 | +1.2 | 5        |
| 6       | 4   | ジャッキー・スチュワート       | BRM                     | 1:29.0 | +1.4 | 6        |
| 7       | 23  | ダン・ガーニー                 | イーグル-ウェスレイク   | 1:29.3 | +1.7 | 7        |
| 8       | 14  | グラハム・ヒル                 | ロータス-BRM            | 1:29.9 | +2.3 | 8        |
| 9       | 17  | ジョー・シフェール             | クーパー-マセラティ     | 1:30.0 | +2.4 | 9        |
| 10      | 16  | ブルース・マクラーレン         | マクラーレン-BRM        | 1:30.0 | +2.4 | 10       |
| 11      | 2   | ジョニー・セルボ＝ギャバン     | マトラ-フォード         | 1:30.4 | +2.8 | 11       |
| 12      | 5   | マイク・スペンス               | BRM                     | 1:30.6 | +3.0 | 12       |
| 13      | 6   | ピアス・カレッジ               | BRM                     | 1:30.6 | +3.0 | 13       |
| 14      | 20  | クリス・エイモン               | フェラーリ              | 1:30.7 | +3.1 | 14       |
| 15      | 10  | ヨッヘン・リント               | クーパー-マセラティ     | 1:30.8 | +3.2 | 15       |
| 16      | 15  | ボブ・アンダーソン             | ブラバム-クライマックス | 1:30.6 | +3.0 | DNQ      |
| 17      | 1   | ジャン＝ピエール・ベルトワーズ | マトラ-フォード         | 1:31.0 | +3.4 | DNQ      |
| 18      | 22  | リッチー・ギンサー             | イーグル-ウェスレイク   | 1:31.1 | +3.5 | DNQ      |
| 19      | 11  | ペドロ・ロドリゲス             | クーパー-マセラティ     | 1:32.4 | +4.8 | 16 1     |
| ソース: |     |                                |                         |        |      |          |

追記
- ピンク地はF2マシンで参加
- ^1 - ロドリゲスはあらかじめ決勝出走の権利が与えられていた[10]

### 決勝
| 順位    | No. | ドライバー                     | コンストラクター        | 周回数 | タイム/リタイア原因 | グリッド | ポイント |
| ------- | --- | ------------------------------ | ----------------------- | ------ | ------------------- | -------- | -------- |
| 1       | 9   | デニス・ハルム                 | ブラバム-レプコ         | 100    | 2:34:34.3           | 4        | 9        |
| 2       | 14  | グラハム・ヒル                 | ロータス-BRM            | 99     | +1 Lap              | 8        | 6        |
| 3       | 20  | クリス・エイモン               | フェラーリ              | 98     | +2 Laps             | 14       | 4        |
| 4       | 16  | ブルース・マクラーレン         | マクラーレン-BRM        | 98     | +3 Laps             | 10       | 3        |
| 5       | 11  | ペドロ・ロドリゲス             | クーパー-マセラティ     | 96     | +4 Laps             | 16       | 2        |
| 6       | 5   | マイク・スペンス               | BRM                     | 96     | +4 Laps             | 12       | 1        |
| Ret     | 18  | ロレンツォ・バンディーニ       | フェラーリ              | 81     | 事故死              | 2        |          |
| Ret     | 6   | ピアス・カレッジ               | BRM                     | 64     | スピンオフ          | 13       |          |
| Ret     | 12  | ジム・クラーク                 | ロータス-クライマックス | 42     | サスペンション      | 5        |          |
| Ret     | 7   | ジョン・サーティース           | ホンダ                  | 32     | エンジン            | 3        |          |
| Ret     | 17  | ジョー・シフェール             | クーパー-マセラティ     | 31     | 油圧                | 9        |          |
| Ret     | 4   | ジャッキー・スチュワート       | BRM                     | 14     | ディファレンシャル  | 6        |          |
| Ret     | 10  | ヨッヘン・リント               | クーパー-マセラティ     | 14     | ギアボックス        | 15       |          |
| Ret     | 23  | ダン・ガーニー                 | イーグル-ウェスレイク   | 4      | 燃料ポンプ          | 7        |          |
| Ret     | 2   | ジョニー・セルボ＝ギャバン     | マトラ-フォード         | 4      | インジェクション    | 11       |          |
| Ret     | 8   | ジャック・ブラバム             | ブラバム-レプコ         | 0      | エンジン            | 1        |          |
| DNQ     | 15  | ボブ・アンダーソン             | ブラバム-クライマックス |        | 予選不通過          |          |          |
| DNQ     | 1   | ジャン＝ピエール・ベルトワーズ | マトラ-フォード         |        | 予選不通過          |          |          |
| DNQ     | 22  | リッチー・ギンサー             | イーグル-ウェスレイク   |        | 予選不通過          |          |          |
| ソース: |     |                                |                         |        |                     |          |          |

ファステストラップ
- ジム・クラーク - 1:29.5（38周目）

ラップリーダー
- ロレンツォ・バンディーニ - 1周 (Lap 1)
- デニス・ハルム - 60周 (Lap 2-6, 15-100)
- ジャッキー・スチュワート - 8周 (Lap 7-14)

追記
- ピンク地はF2マシンで参加

## 第2戦終了時点のランキング
|         | 順位 | ドライバー           | ポイント |
| ------- | ---- | -------------------- | -------- |
| 3       | 1    | デニス・ハルム       | 12       |
| 1       | 2    | ペドロ・ロドリゲス   | 11       |
| 6       | 3    | グラハム・ヒル       | 6        |
| 2       | 4    | ジョン・ラブ         | 6        |
| 2       | 5    | ジョン・サーティース | 4        |
| ソース: |      |                      |          |

|         | 順位 | コンストラクター        | ポイント |
| ------- | ---- | ----------------------- | -------- |
| 3       | 1    | ブラバム-レプコ         | 12       |
| 1       | 2    | クーパー-マセラティ     | 11       |
| 3       | 3    | ロータス-BRM            | 6        |
| 2       | 4    | クーパー-クライマックス | 6        |
| 2       | 5    | ホンダ                  | 4        |
| ソース: |      |                         |          |

- 注:  トップ5のみ表示。前半6戦のうちベスト5戦及び後半5戦のうちベスト4戦がカウントされる。